# Julie Boulanger
Pour les articles homonymes, voir Boulanger (homonymie).
 (mars 2018).
Si vous disposez d'ouvrages ou d'articles de référence ou si vous connaissez des sites web de qualité traitant du thème abordé ici, merci de compléter l'article en donnant les références utiles à sa vérifiabilité et en les liant à la section « Notes et références ».
Julie Boulanger est une actrice française, née le 26 octobre 1982 à Paris.

## Biographie
Elle commence sa carrière à l'âge de 13 ans dans la série diffusée sur Canal J Nos plus belles vacances. L'année suivante, elle apparaît dans un téléfilm aux côtés de Michelle Morgan Des gens si bien élevés, plus tard elle intégrera la distribution de Sous le soleil dans le rôle d'Aurélie Servais dans les saisons 7, 8 et 9. Elle enchainera avec la série Léa Parker, présente sur les 50 épisodes des deux saisons de la série.
Elle perfectionnera ensuite sa formation de comédienne et de chanteuse. Et c'est comme chanteuse qu'elle se produira régulièrement avec le groupe Freckles. Dans le même temps, maitrisant parfaitement la langue anglaise, elle devient ambassadrice de la marque Quiksilver Woman. Elle est remarquée par les publicitaires et tourne pour Chanel un spot pour la promotion de  Chanel 5 Phénomène.
C'est en 2013 qu'elle décroche le rôle phare de Laura Park dans la série Cut diffusée sur France Ô. Absente en 2015 de la saison 3, elle revient en 2016 dans la saison 4. Dans le même temps, on peut la voir dans les séries Camping Paradis, Section de recherches ainsi que le shortcom VDM.
À ce jour, le cinéma ne lui a offert que de petits rôles (le dernier en date dans le film Cloclo en 2012). Elle est toutefois apparue dans plusieurs courts métrages.
Outre le surf, elle a effectué en 2013 à Huesca en Espagne un saut pendulaire entre 150 et 200 mètres (record féminin).

## Filmographie

### Cinéma

#### Longs métrages
- 2000 : Le Prof d'Alexandre Jardin : Une élève
- 2004 : Le Cou de la girafe (The Giraffe’s Neck) de Safy Nebbou : Clotilde
- 2005 : Douches froides d'Antony Cordier : la petite amie de Clément
- 2008 : Fracassés de Franck Llopis : Cécile
- 2010 : L'Autre Dumas de Safy Nebbou : Clémentine
- 2012 : Cloclo de Florent-Emilio Siri : Marie-Thérèse

#### Courts métrages
- 2004 : Mafia loose  de Bénédicte Delmas
- ? : Au fil d'une danse  de Franck Jessueld
- 2007 : Kiss of Death
- 2009 : La librairie de Schrödinger (la cliente)
- 2010 : Same all things  (Tonetti Brothers)  La danseuse (rôle principal)
- 2015 : Et alors (Honorine productions)
- 2016 : Pause
- 2022 MAYA de Y Callewaert

### Télévision
- 1996 : Nos plus belles vacances (série télévisée) : Amandine (7 épisodes)
- 1997 : Des gens si bien élevés (téléfilm) : Juliette
- 2002-2004 : Sous le soleil (série télévisée) : Aurélie Servais (27 épisodes)
- 2004-2006 : Léa Parker (série télévisée) : Camille Parker (50 épisodes)
- 2006 : Commissaire Moulin (série télévisée) : Mélissa
- 2007 : Duval et Moretti (série télévisée) : Chrystelle
- 2008 : Pas de secrets entre nous (série télévisée)
- 2009 : Dossier karamel d'O Castro (téléfilm)
- 2009 : Pigalle, la nuit (série télévisée) : La fille Paradise (2 épisodes)
- 2009 : Comprendre et pardonner, saison 1 épisode 15 (série)
- 2010 : Plus belle la vie (prime) (série télévisée) : Anaïs Lansri
- 2012 : Camping Paradis, saison 3, épisode 4 : Lucie
- 2013 : VDM, la série (série télévisée) : Fleur, hôtesse d'accueil
- 2013-2019 : Cut ! (308 épisodes) : Laura Park
- 2015 : Camping Paradis, saison 7, épisode 5 : Delphine
- 2016 : Meurtres à La Ciotat de Dominique Ladoge : Amy Janin
- 2016 : Section de recherches, saison 10 épisode 12 Sous influence : Héloise Duval
- 2017 : Munch, saison 1 épisode 7 : Chloé
- 2017 : Demain nous appartient (11 épisodes) : Audrey Beltram
- 2019 : SKAM, saison 4 épisode 7 : courte apparition : Diane la productrice de Danse
- 2019-2021 : Un si grand soleil (série) : Elsa Chalin
- 2021 : Face à face de July Hygreck et Julien Zidi, saison 1, épisode 7
- 2025 : Le Voyageur , saison 3 , épisode 4 "La femme oubliée", Anita Favreau.

### Publicité
- 2009 : Spot CHANEL No 5 phénomène
- 2010 : Film institutionnel Renault Mégane
- ? : MTC
- 2015 : Spot  Citroën Picasso

### Clips
- 2004 : Clip Un jour de Dany Brillant.

Elle a participé au clip parodie « Boom Boom » signé par deux comédiens de télévision, Guillaume Gabriel (beau gosse de « Julie Lescaut ») et Kévin Antoine (Bad boy de « L'internat » de M6, frère de Fabien Fasake (Star Academy 2)).

## Théâtre
- 2014 : Croisements (S Roche)
- 2016 : La Supplication  - lecture polyphonique (S Alexievich)

## Musique
Interprète plusieurs chansons dans la série Sous le soleil  (So Strange, Adios ...)
Chanteuse du groupe FRECKLES   (Antic poison, Keep us Safe, Liars, ...)